# Det for två vita duvor - folkton i Vikens kapell
Det for två vita duvor... är ett dubbelt musikalbum av Merit Hemmingson och Beppe Wolgers, utgivet 1973 av EMI på etiketten His Master's Voice 4E 156-34798/9. På skivan medverkar även musikerna Kalle Almlöf (fiol), Anders Rosén (fiol, tusseflöjt), Leif Halldén (trumpet, flugelhorn, blockflöjt, Christer Holm (fagott, barytonsax, blockflöjt, klarinett), Torbjörn Carlsson (tenorsax, flöjt, altflöjt, sopransax), Lennart Löfgren (trombon) och Staffan Sjöholm (kontrabas). Halldén, Holm, Carlsson och Löfgren ingick annars i gruppen Splash.
Sida 1 bygger på Beppe Wolgers' diktsamling Episod i Vikens kapell (1973) och Sida 4 på hans diktsamling Röster från Vattudalen (1972).

## Låtlista

### Sida 1: Episod i Vikens Kapell
1. "Inledning" (Wolgers), "Fäbopsalm efter Isak Anders' Gumma" (Trad. arr: Hemmingson), "Ängeln" (Wolgers) – 7:00
2. "Gamla blåsande psalmer" (Wolgers - Trad. arr: Hemmingson)– 1:57
3. "Den signade dag (Skattunge- och Malungsversion)" (Trad. arr: Rosén - Almlöf), "Vad menar du?" (Wolgers - Hemmingson) – 4:40
4. "Den signade dag (Moraversion)"  (Trad. arr: Leif Halldén) – 1:15
5. "Lappigan Margretha"  (Wolgers - Hemmingson) – 1:35
6. "Öje brudmarsch" (Trad. arr: Hemmingson - Almlöf - Rosén) – 1:45
7. "O, Fader..." (Wolgers - Hemmingson) – 0:35
8. "Ansiktenas mystik" (Wolgers - Hemmingson) – 1:25
9. "Den signade dag (Orsaversion)" (Trad. arr: Hemmingson) – 0:45
10. "Det svarta skeppet" (Wolgers - Hemmingson) – 5:45

### Sida 2: Sorgen i orgeln
1. "Det for två vita duvor" (Trad. arr: Hemmingson - Almlöf - Rosén - Wolgers) - 2:50
2. "Brudmarsch efter Täpp Anders" (Trad. arr: Almlöf - Rosén) - 1:40
3. "Vid groddammen" (Trad. arr: Hemmingson) - 2:50
4. "Vispolska efter Lejsme Per" (Trad. arr: Hemmingson - Almlöf - Rosén) - 1:55
5. "Stradivariusen" (Wolgers) - 0:25
6. "Bakmes efter Åker Erland (Vårvindar friska)" (Trad. arr: Hemmingson - Almlöf - Rosén) - 2:00
7. "Uti vår hage" (Trad. arr: Hemmingson) - 3:15
8. "Spelmansramsa" (Wolgers) - 1:30
9. "Dö'a spelmannens hambo (Kalle)" (Trad. arr: Hemmingson - Almlöf - Rosén - Wolgers) - 0:55
10. "Blind Mattisleken" (Trad. arr: Almlöf - Rosén) - 1:30
11. "Födelsedagsvisa" (Trad. arr: Hemmingson - Almlöf - Rosén), "Mannen med hästen" (Wolgers) - 4:15
12. "Gånglåt efter Lejsme Per" (Trad. arr: Hemmingson - Almlöf - Rosén) - 2:30
13. "Visst har du irrat" (Hemmingson - Almlöf - Rosén - Wolgers) - 1:25

### Sida 3: Sol'n i fiol'n
1. "Bufar'smarsch" (Trad. arr: Hemmingson - Almlöf - Rosén) - 1:35
2. "Blanda och ge!" (Wolgers) - 0:25
3. "Kom, Stasche!" (Trad. arr: Hemmingson - Almlöf - Rosén) - 1:25
4. "Nidvisa" (Trad. arr: Hemmingson) - 1:10
5. "Till Österland vill jag fara" (Trad. arr: Hemmingson) - 1:55
6. "Rävhaltleken" (Trad. arr: Hemmingson - Almlöf - Rosén) - 2:10
7. "Orsa brudmarsch" (Trad. arr: Hemmingson - Almlöf - Rosén) - 2:20
8. "Skänklåt efter Troskari Mats" (Trad. arr: Hemmingson - Almlöf - Rosén) - 1:30
9. "Svenska folkmusiken" (Wolgers), "Västerdalsk gånglåt" (Trad. arr: Almlöf - Rosén) - 1:10
10. "Polska efter Anders Frisell" (Trad. arr: Almlöf - Rosén) - 1:00
11. "Rosilias sorg" (Trad. arr: Leif Halldén) - 2:20
12. "Tiokronorspolskan" (Trad. arr: Hemmingson - Almlöf - Rosén) - 2:05

### Sida 4: Röster och episoder från Vattudalen
1. "Gamm'gubbens liv" (Wolgers - Hemmingson) - 2:25
2. "Bröstvärken" (Trad. arr: Almlöf) - 0:20
3. "'n Ragnar" (Wolgers - Hemmingson) - 1:00
4. "Om sommaren sköna" (Trad. arr: Hemmingson), "Martin i Vattudalen" (Wolgers), "Lasse i Ulriksfors" (Wolgers) - 3:20
5. "De' vorte vårflo'n" (Wolgers - Hemmingson) - 0:35
6. "Ams'n i kams'n" (Wolgers) - 0:20
7. "Joskvarnleken 1" (Trad. arr: Almlöf - Rosén) - 0:25
8. "Inge i Byvattnet" (Wolgers) - 0:05
9. "Joskvarnleken 2" (Trad. arr: Almlöf - Rosén) - 0:25
10. "Magnus i Finnvattnet" (Wolgers) - 0:25
11. "Vallton från Mörsil" (Trad. arr: Hemmingson), "Sigrid i Trångmon" (Wolgers) - 1:15
12. "Ture i Munsvattnet" (Wolgers) - 0:55
13. "Ajö, min pojk!" (Wolgers - Hemmingson) - 1:20
14. "Olof i Värjaren" (Wolgers) - 0:50
15. "O, tysta ensamhet" (Trad. arr: Hemmingson) - 2:05
16. "Steklåt efter spaken" (Trad. arr: Hemmingson - Almlöf - Rosén), "Huggarlaget" (Wolgers) - 2:00
17. "Välsignelsen" (Wolgers - Hemmingson) - 1:25
18. "Friden" (Wolgers), "Gammal psalm från Ljura" (Trad. arr: Hemmingson), "Avslutning" (Wolgers) - 5:05

## Övriga medverkande
- Gert Palmcrantz (ljudtekniker)
- Ann-Marie Norling (fotograf)
- Billy Pralin (layout & design)
- Bengt Palmers (producent)

## Litet lexikon från skivkonvolutet
Amp: Oro, ångest
Bjenn: Björn
Ber hejm: Bära hem
Dæ: Ni
Finn stunnan: Ha tid
Hejt: Heter
Hoppstor: Hoppfull
Hämt' ejn: Hämta en (pron.)
Je: Jag
Jokk: Vattendrag
Kams: Jämtländsk maträtt
Kåbdalis: Ort 6 mil söder om Jokkmokk
Mæ: Vi
Ståsche: Flickor
Så hänne: Så här
Tjokk: Fjälltopp
(För) tocké: (För) slags
Tyen: Tillgiven
Vejt: Vet(a)
Vorte: Blev